# Aciculites
Aciculites is een geslacht van sponsdieren uit de klasse van de Demospongiae (gewone sponzen). 

## Soorten
- Aciculites ciliata Wilson, 1925
- Aciculites cribrophora (Schmidt, 1880)
- Aciculites higginsii Schmidt, 1879
- Aciculites manawatawhi Kelly, 2007
- Aciculites mediterranea Manconi, Serusi & Pisera, 2006
- Aciculites orientalis Dendy, 1905
- Aciculites oxytylota Lévi & Lévi, 1983
- Aciculites papillata Lévi & Lévi, 1983
- Aciculites pulchra Dendy, 1924
- Aciculites spinosa Vacelet & Vasseur, 1971
- Aciculites sulcus Kelly, 2007
- Aciculites tulearensis Vacelet & Vasseur, 1965